# Krónikák első és második könyve
A krónikák első és második könyve az Ószövetség egyik történeti könyve. Krónikák könyvének Szent Jeromos nevezte el. Héber elnevezése Dibré hajjamim, azaz napok történetei, évkönyv. A Szeptuaginta a kihagyott dolgok könyvének nevezte (Paraleipomenon), míg a Vulgata Libri Paralipomenon-nak.

## A szerző
Még a Makabeusok előtti korszakból keletkezhetett, közvetlen Esdrás és Nehémiás kora után (Kr. e. 300-200). Szerzője ismerte a Teremtés könyve és a Királyok könyve közötti időszak alatt keletkezett könyveket. Szoros összefüggése van Esdrás könyvével, ugyanis a Krónikák könyve azokkal a szavakkal végződik, amellyel Esdrás könyve elkezdődik.
Valószínűleg Jeruzsálemben keletkezett, valószínűleg egy Lévi törzsébe (a jeruzsálemi templom papságához) tartozó személy írta.

## Mondanivalója
Bár sok ismétlést tartalmaz a Királyok könyvéből, de ahhoz képest szűkített változatban csak Júda, Benjamin és Lévi törzse történetét mutatja be, az északi királyságét nem. Ádámtól a Babiloni fogságig beszéli el a történteket. A könyv leginkább fókuszált témája Dávid királysága. Dávid nemzetségtábláját Ádámtól vezeti le. Példaként említi a dávidi királyságot, mint Isten országának építőjét. A másik hangsúlyos téma a jeruzsálemi templom. Dávid zsidó király és Salamon zsidó király leszármazottjai, őket úgy mutatja be, mint akik királyként különös gondját viselték a templom ügyeinek, javításának stb. Az igazi király viszont Isten, akinek földi megfelelője Dávid királysága. Ezért azt sugalmazza, hogy a fogságból visszatérteknek Dávid szellemében kell élniük. Jahve még a földi életben jutalmaz vagy büntet, de mód van bűnbánat tartására, amivel kiérdemelhető Isten kegyelme. A bűnbánat tartására jó példa Dávid király bűnbánó magatartása.